# 173. helikopterdivisionen
173. helikopterdivisionen även känd som Quintus Gul var en svensk Flygräddningsdivision inom svenska flygvapnet som verkade i olika former åren 1983–1998. Divisionen var baserad på Kallinge flygplats i Ronneby garnison.

## Historik
Quintus Gul bildades 1983 och var 3. divisionen vid Blekinge flygflottilj (F 17), eller 173. helikopterdivisionen inom Flygvapnet. Vid Blekinge flygflottilj fanns under åren 1944–1975 en flygdivision med samma numrering, 173. attackflygdivisionen. I samband med att F 17 år 1973 skulle omorganiseras från attack- till jaktflottilj, beslutades att Quintus Gul skulle upplösas. Det vill säga under tiden som 171. attackflygdivisionen och 172. attackflygdivisionen omskolades till en jaktflygdivisioner, skulle divisionen skulle kvarstå som attackdivision fram till den 31 december 1975, och där efter upplösas och utgå ur fredsorganisationen. 3:e kompaniet, som var divisionens klargöringskompani, kvarstod och kom att ansvara för Helikopter 4, vilken användes för flygräddningstjänst vid F 17. År 1983 bildades 173. helikopterdivisionen, vilken överfördes 1998 till Helikopterflottiljen, och upphörde den 31 december 1998 helt som eget förband.

## Materiel vid förbandet
| Helikoptrar - 1983–1992: Helikopter 4 - 1990–1998: Helikopter 10 |

## Förbandschefer
Divisionschefer vid 173. helikopterdivisionen (Quintus Gul) åren 1983–1998.
- 1983–1998: ???

## Anropssignal, beteckning och förläggningsort
| Quintus Gul | 1983-01-01 | – | 1998-12-31 |

| 173. helikopterdivisionen | 1983-01-01 | – | 1998-12-31 |

| Kallinge flygplats (F) | 1983-01-01 | – | 1998-12-31 |